# Santos Cavada Carvajal
Santos Cavada Carvajal (La Serena, 1826 - La Serena, 23 de mayo de 1898), fue un juez e intendente chileno.

## Primeros años de vida
Nació en La Serena en 1826, era hijo de José Cavada Meléndez y de Josefa Carvajal. Se graduó de abogado en la Universidad de Chile el 29 de julio de 1856 (licenciado en 1849).
Contrajo matrimonio con Cayetana Videla Hidalgo (jr), con quien tuvo cuatro hijos: Santos Cavada Videla, Juan Cavada Videla, Celina Cavada Videla y Rosa Cavada Videla.

## Vida pública
Figura sobresaliente y que junto a Pedro Pablo Muñoz, fue uno de los promotores de la revolución en La Serena en 1851. En la revolución constituyente de 1859, fue nombrado Intendente de Coquimbo, luego que Pedro León Gallo ocupara la ciudad de La Serena después de la Batalla de Los Loros.
Obtuvo el cargo de juez de letras de Ovalle y La Serena. En 1880 fue ministro de la Corte de Apelaciones de La Serena. Adicto al gobierno de José Manuel Balmaceda, fue separado de su cargo por las autoridades contrarrevolucionarias comandadas por Pedro Montt Montt.